# 기장 해동용궁사 목조보살좌상
해동용궁사 목조보살좌상(海東龍宮寺 木造菩薩坐像)은 균형된 신체비례에서 오는 안정감과 당당한 자세, 이목구비가 뚜렷하고 미소 짓는 부드러운 인상, 직선과 곡선적인 감각을 적절하게 배합하여 표현한 간결하면서도 탄력 있은 옷주름 등 당당하면서도 자연스러운 조선전기 불상의 조형 감각이 잘 드러나 있는 불상이다. 2018년 12월 5일 문화재 지정예고 절차를 거쳐, 2019년 2월 13일 부산광역시의 유형문화재 제197호로 지정되었다.

## 지정 사유
해동 용궁사 소장 목조보살좌상은 균형된 신체비례에서 오는 안정감과 당당한 자세, 이목구비가 뚜렷하고 미소 짓는 부드러운 인상, 직선과 곡선적인 감각을 적절하게 배합하여 표현한 간결하면서도 탄력 있은 옷주름 등 당당하면서도 자연스러운 조선전기 불상의 조형 감각이 잘 드러나 있는 상이다. 또한 당당한 자세와 비례, 왼쪽 어깨의 삼각형 옷주름과 가슴에 있는 화문 장식, 양 어깨의 반전된 옷주름 등에서 조선전기 16세기의 작품으로 판단된다. 현재 복장물은 모두 없어진 상태로 이 상에 대한 봉안처, 조각승, 시주자 등의 내용은 전혀 파악할 수 없는 상태이다.
이 목조보살좌상은 고려시대부터 조선전기, 그리고 임진왜란 이후에 전개되는 조선후기 불교조각 흐름을 파악하는데 매우 중요한 자료이다. 따라서 해동용궁사 목조보살좌상은 조선전기와 후기를 잇는 과도기 양식의 불상으로 예술적, 역사적, 학술적으로 가치가 높아 부산광역시 유형문화재로 지정하여 그 가치를 알리기에 충분하다고 생각된다.

## 같이 보기
- 해동용궁사

## 참고 문헌
- 기장 해동용궁사 목조보살좌상 - 국가유산청 국가유산포털